# RAMB IV
Die Ramb IV war ein 1937 gebautes italienisches Kühlschiff und diente dem Transport von Bananen aus Italienisch-Ostafrika nach Italien. Im Zweiten Weltkrieg nutzte die Regia Marina sie als Hospitalschiff. Nach der Eroberung von Italienisch-Ostafrika nutze die Royal Navy das Schiff als HMS Ramb IV ebenfalls als Hospitalschiff bis zur Versenkung im Mai 1942.

## Bau und technische Daten
Das Schiff wurde am 14. Januar 1937 auf Bestellung der Ministerio dell‘ Africa Italiane in Rom für die staatliche Bananen-Handelsgesellschaft (Regia Azienda Monopolio Banane) auf der Werft Cantieri Riuniti dell’Adriatico in Monfalcone unter der Baunummer 1201 auf Kiel gelegt. Das Schiff war das vierte und letzte Schiff der RAMB-Klasse und das zweite dieser Serie, das bei Cantieri Riuniti dell’Adriatico gebaut wurde. Beim Stapellauf am 7. Juni 1937 erhielt das Schiff wie ihre Schwesterschiffe das Kürzel der Muttergesellschaft mit einer fortlaufenden Nummer und wurde auf den Namen RAMB IV getauft. Das Schiff war 116,78 Meter lang, 15,21 Meter breit und hatte einen Tiefgang von 7,77 Metern. Die Ramb IV war mit 3676 BRT bzw. 2175 NRT vermessen. Die Tragfähigkeit betrug 2460 tdw. Zwei FIAT-Neunzylinder-Zweitakt-Dieselmotoren mit 7200 PS ermöglichten über zwei Schrauben eine Geschwindigkeit von 18,5 Knoten. Die Besatzung bestand als Hospitalschiff aus 120 Personen, als Frachtschiff konnte es 12 Passagiere mitnehmen.

## Geschichte

### Kühlschiff derRegia Azienda Monopolio Banane(1937–1940)
Mit der Ramb IV beschloss die Regia Azienda Monopolio Banane ihre Flotte aus relativ kleinen, aber sehr modernen Kühlschiffen, um die Früchte aus Italienisch-Ostafrika ohne Zwischenhalt nach Italien transportieren zu können. Da sie das Monopol für diesen Handel innehatte, brauchte sie keine Konkurrenz zu befürchten. Das neue Schiff stellte sie am 27. Oktober 1937 in Dienst und nahm (wahrscheinlich im Dezember) 1937 den Betrieb auf, der ohne besondere Vorkommnisse geprägt gewesen sein muss, da wenig Informationen über diese Zeit vorliegen. Zum Zeitpunkt des italienischen Kriegsbeitritts am 10. Juni 1940 befand sich die RAMB IV in Massaua.

### Hospitalschiff der Regia Marina (1940–1941)
Wie ihre drei Schwesterschiffe war die Ramb IV im Kriegsfall als Hilfskreuzer vorgesehen, was vorbereitend schon beim Bau der Schiffe berücksichtigt worden war. Dazu sollte sie mit vier Geschützen vom Kaliber 120-mm ausgestattet werden. Die Ausrüstung zum Hilfskreuzer wurde für zwei Schiffe in Neapel und für zwei Schiffe in Massaua gelagert. In Massaua befanden sich bei Kriegseintritt Italiens auch die Schwesterschiffe Ramb I und Ramb II, die mit den eingelagerten Geschützen ausgestattet wurden. Die Ramb IV verblieb zunächst im Hafen von Massaua.
Als die britische Armee im Dezember 1940 in Nordafrika mit der Operation Compass die italienische Armee schlug, war auch in Italienisch-Ostafrika nicht mehr mit einer baldigen Vereinigung der Truppen zu rechnen. In Erwartung einer baldigen Niederlage und Erschöpfung der Treibstoffreserven beschloss die Regina Marina, die Ramb IV als Hospitalschiff zu nutzen. Mit dem in Ostafrika zur Verfügung stehenden Material und Personal wurde das Schiff mit 272 Betten ausgestattet und weiß mit grünen Streifen sowie Rotem Kreuz gemäß Genfer Konventionen für Hospitalschiffe gestrichen. Am 7. Februar 1941 stellte die Marine die Ramb IV als Hospitalschiff in Dienst und stationierte es in den nächsten beiden Monaten als schwimmendes Krankenhaus in Massaua.
Kurz vor dem Fall von Massaua beschloss die Regia Marina, für die Ramb IV eine Passage durch den Sueskanal zu beantragen, um zumindest einen Teil der Verwundeten und Kranken nach Italien zu bringen. Sollte der Antrag abgelehnt werden, sollte sich das Schiff im Jemen oder Saudi-Arabien internieren zu lassen. Die britische Admiralität ließ das Schiff durch den Zerstörer HMS Kingston abfangen, der die Ramb IV am 8. April aufbrachte. Besatzung und Verwundete wurden gefangen genommen.

### Hospitalschiff der Royal Navy (1941–1942)
Das Schiff ging in das Eigentum des Ministry of War Transport über, operativ wurde es der Royal Navy unterstellt, die es unter dem Namen HMS Ramb IV weiterhin als Hospitalschiff einsetzte. Noch im April 1941 brachte sie die italienischen Kriegsgefangenen aus Italienisch-Ostafrika in den Sudan, wo sie in Kriegsgefangenenlager untergebracht wurden. Bis etwa zum Jahresende 1941 fuhr die Ramb IV unter britischer Flagge im Roten Meer. Anfang 1942 wurde sie ins östliche Mittelmeer verlegt, wo sie an den Küsten Libyens, Ägyptens und Palästinas operierte. Am 10. Mai 1942 wurde das Schiff auf dem Weg von Tobruk nach Alexandria von Ju-88-Bombern des Lehrgeschwaders 1 angegriffen und versenkt. Dabei kamen 165 Männer kamen ums Leben, darunter 155 Verwundete und Kranke.